# Белер (Охајо)
Белер (енгл. Bellaire) град је у америчкој савезној држави Охајо.

## Демографија
По попису из 2010. године број становника је 4.278, што је 614 (-12,6%) становника мање него 2000. године.
| Група             | 2000.         | 2010.         |
| Белци             | 4.491 (91,8%) | 3.902 (91,2%) |
| Афроамериканци    | 279 (5,7%)    | 235 (5,5%)    |
| Азијати           | 9 (0,2%)      | 9 (0,2%)      |
| Хиспаноамериканци | 15 (0,3%)     | 34 (0,8%)     |
| Укупно            | 4.892         | 4.278         |